# Wilsonville (Nebraska)
Wilsonville es una villa ubicada en el condado de Furnas en el estado estadounidense de Nebraska. En el Censo de 2010 tenía una población de 93 habitantes y una densidad poblacional de 134,49 personas por km².

## Geografía
Wilsonville se encuentra ubicada en las coordenadas 40°6′43″N 100°6′24″O / 40.11194, -100.10667. Según la Oficina del Censo de los Estados Unidos, Wilsonville tiene una superficie total de 0.69 km², de la cual 0.69 km² corresponden a tierra firme y (0%) 0 km² es agua.

## Demografía
Según el censo de 2010, había 93 personas residiendo en Wilsonville. La densidad de población era de 134,49 hab./km². De los 93 habitantes, Wilsonville estaba compuesto por el 96.77% blancos, el 0% eran afroamericanos, el 1.08% eran amerindios, el 1.08% eran asiáticos, el 0% eran isleños del Pacífico, el 0% eran de otras razas y el 1.08% pertenecían a dos o más razas. Del total de la población el 2.15% eran hispanos o latinos de cualquier raza.